# Superpermutation

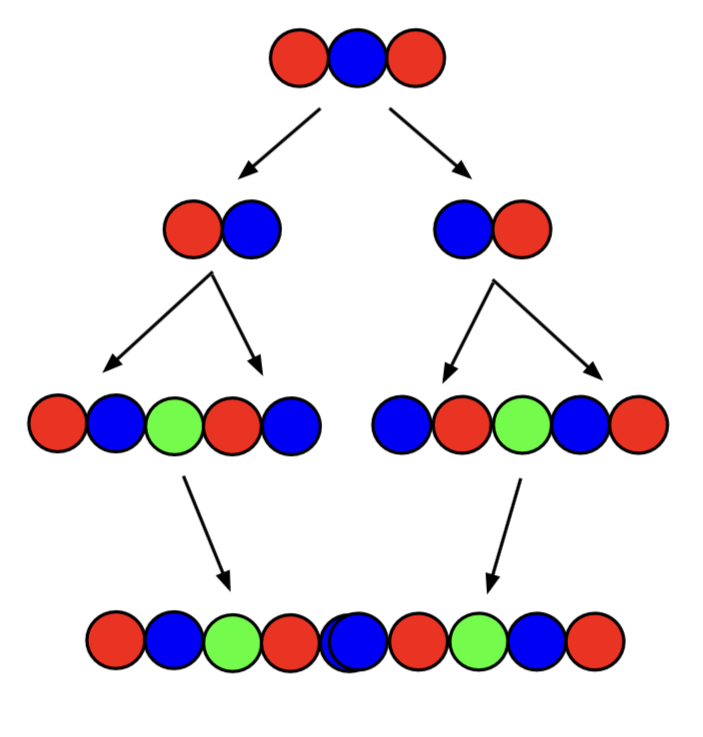
Diagramme montrant le processus de génération d'une superpermutation de 3 symboles à partir d'une superpermutation de 2 symboles.

En mathématiques, et plus précisément en combinatoire, une superpermutation de n caractères est une chaîne qui contient chaque permutation de n caractères comme sous-chaîne.
Il a été démontré que pour 1 ≤ n ≤ 5, la plus petite superpermutation de n caractères a pour longueur 1! + 2! + … + n! (suite A180632 de l'OEIS). Les cinq premières superpermutations ont pour longueurs respectives 1, 3, 9, 33 et 153, formant les chaînes 1, 121, 123121321, 123412314231243121342132413214321 et la chaîne :
```
123451234152341253412354123145231425314235142315423124531243
512431524312543121345213425134215342135421324513241532413524
132541321453214352143251432154321
```

## Bornes inférieure et supérieure

### Borne inférieure
En septembre 2011, un message anonyme sur le forum internet 4chan a montré que la plus petite superpermutation de n caractères (n ≥ 2) est au moins de longueur n! + (n−1)! + (n−2)! + n − 3 ; voir la suite A376269 de l'OEIS.
La preuve de cette borne inférieure fut mise en lumière en octobre 2018, après que le mathématicien et informaticien Robin Houston ait tweeté à ce sujet,. Le 25 octobre 2018, Robin Houston, Jay Pantone et Vince Vatter ont publié une version améliorée de cette preuve sur OEIS.

### Borne supérieure
Le 20 octobre 2018, en adaptant un travail de Aaron Williams pour construire des chemins hamiltoniens dans le graphe de Cayley du groupe symétrique, Greg Egan a établi un algorithme pour produire des superpermutations de longueur n! + (n−1)! + (n−2)! + (n−3)! + n − 3 ; voir la suite A341300 de l'OEIS. Fin 2018, il s'agit des plus petites superpermutations connues pour n ≥ 7.